# Pileo (mitologia)
Nella mitologia greca, Pileo (in greco antico: Πύλαιος) era il nome di un condottiero pelasgo, figlio di Leto e fratello di Ippotoo, insieme al quale intervenne a favore dei Troiani nel conflitto scatenatosi per la contesa di Elena.

## Il mito

### Le origini
Sorgono dubbi sull'identità del padre di Pileo; Omero lo cita esplicitamente col nome di Leto, figlio di Teutamo, mentre Pseudo-Apollodoro lo chiama Pelasgo.

### La morte
Pileo morì in battaglia per mano di Achille, come riportato da Ditti Cretese